# Monte le Rave Fosche
Il Monte le Rave Fosche è una montagna dei monti Aurunci Antiappennino laziale, alta 787,2 m s.l.m., situata nel comune di Itri in provincia di Latina nel Lazio.